# Патриота и син А. Д.
„Патриота и син А.Д.” је југословенски ТВ филм из 1968. године. Режирао га је Александар Ђорђевић а сценарио је написао Брана Црнчевић.

## Улоге
| Глумац                 | Улога |
| ---------------------- | ----- |
| Миа Адамовић           |       |
| Северин Бијелић        |       |
| Михаило Миша Јанкетић  |       |
| Бранислав Цига Јеринић |       |
| Славка Јеринић         |       |
| Владимир Поповић       |       |